# Escrime aux Jeux olympiques de 1908
Navigation
Saint-Louis 1904 Stockholm 1912

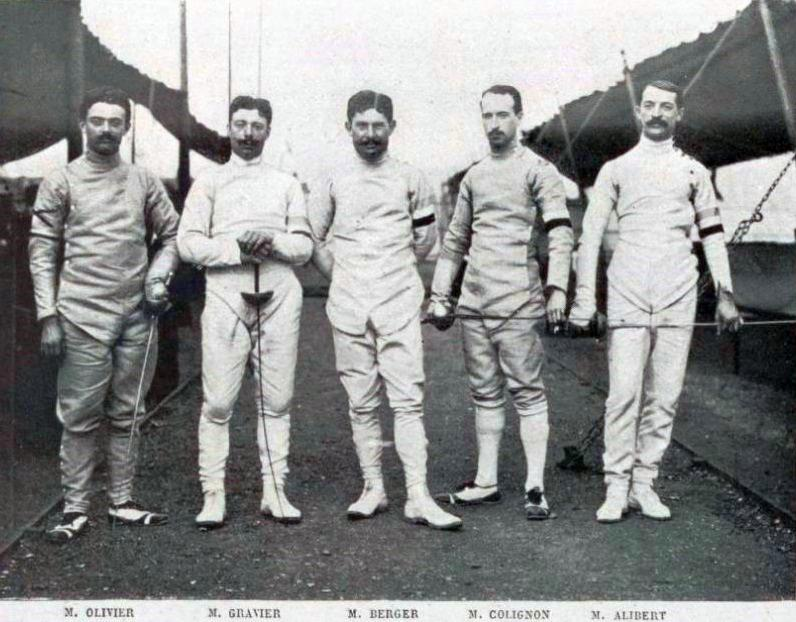
L'équipe de France, championne olympique d'escrime à l'épée aux JO de 1908.

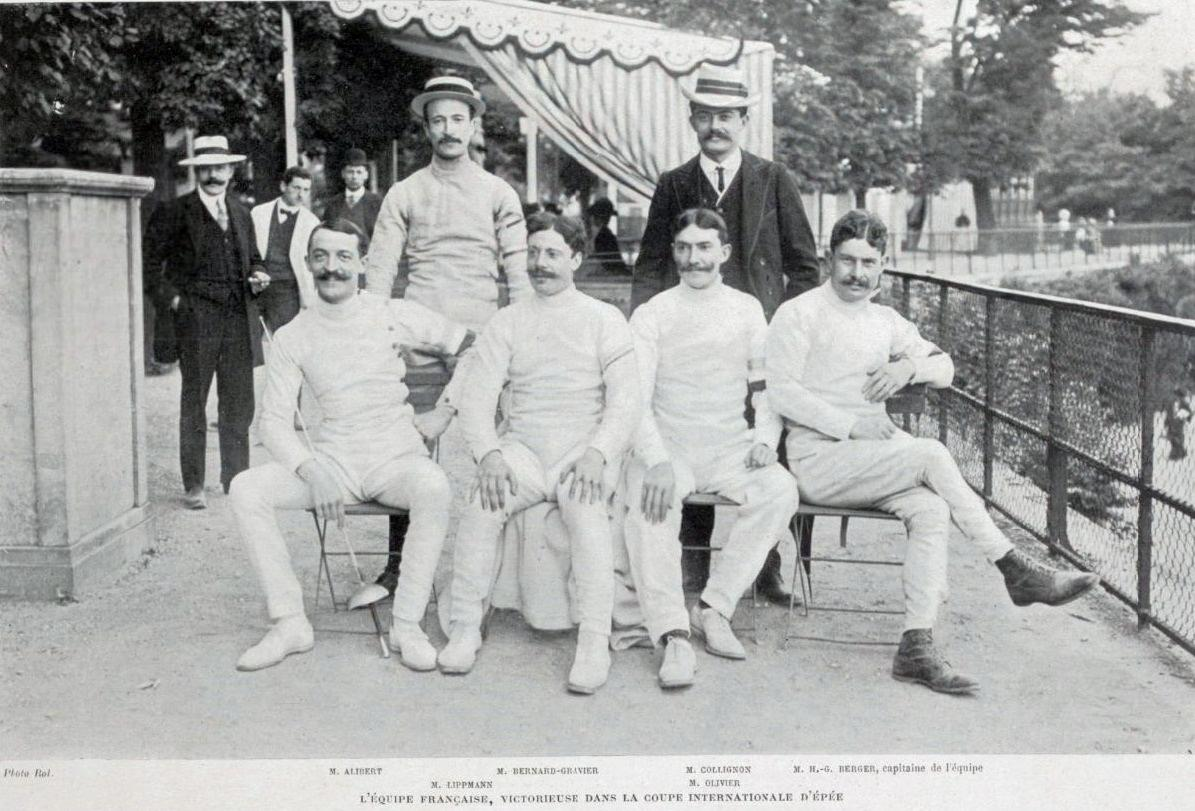
La même équipe de France,victorieuse de la "Grande semaine de l'escrime", début juillet 1908 à Paris (peu avant les JO).

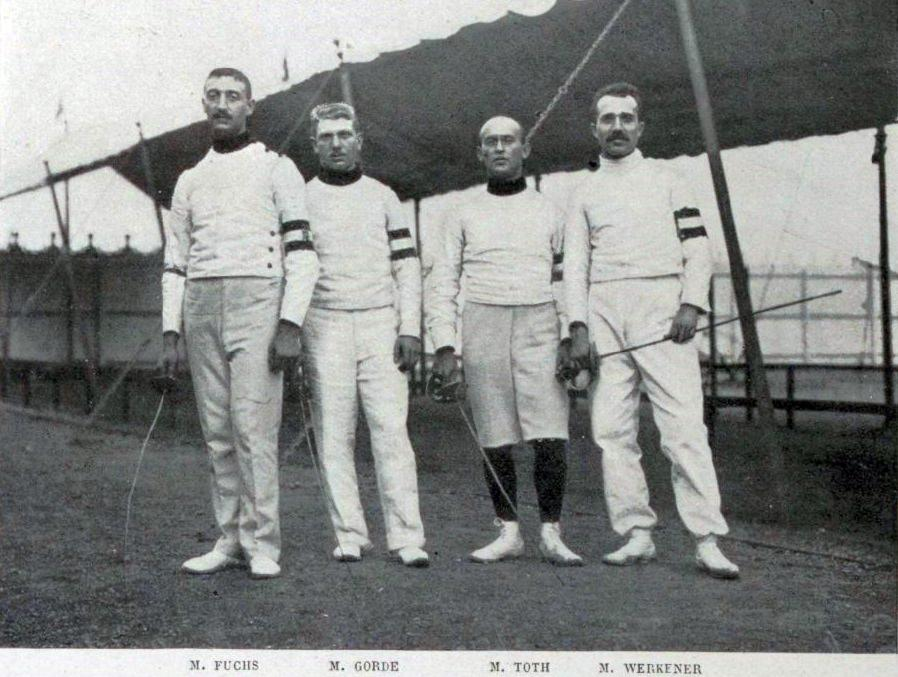
L'équipe de Hongrie, championne olympique de l'escrime au sabre en 1908.

Les Jeux olympiques de 1908 ont eu lieu à Londres. Les épreuves d'escrime étaient au nombre de quatre : épée masculine individuelle et par équipe et sabre masculin individuel et par équipe, disputées du 17 au 24 juillet au White City Stadium de Londres.

## Tableau des médailles
| Rang | Nation          | Or | Argent | Bronze | Total |
| ---- | --------------- | -- | ------ | ------ | ----- |
| 1    | France          | 2  | 1      | 1      | 4     |
| 2    | Hongrie         | 2  | 1      | 0      | 3     |
| 3    | Grande-Bretagne | 0  | 1      | 0      | 1     |
| 3    | Italie          | 0  | 1      | 0      | 1     |
| 5    | Bohême          | 0  | 0      | 2      | 2     |
| 6    | Belgique        | 0  | 0      | 1      | 1     |

## Les résultats

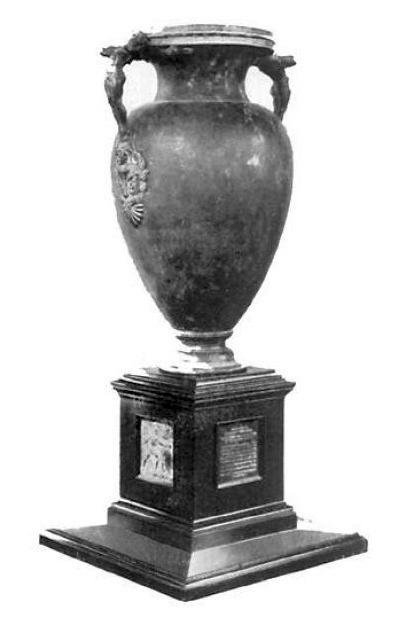
La Coupe du Challenge International d'escrime,
présentée pour la première fois aux JO de 1908.
Copie d'une pièce du British National Museum, reposant sur un piédestal ornementé du
combat des Horaces et des Curiaces,
elle est destinée à être présentée aux escrimeurs tous les quatre ans, définitivement.
Ciselée par Messrs. Mappin & Webb, elle reproduit une amphore ionique appelée "vase de Pourtalès". Le piédestal est réalisé par Jane E. Cook, sur un modèle de Edwin Godwin and A. Hollinshead.

| Épreuve                               | Or | Argent                                                                                               | Bronze |
| ------------------------------------- | --- | --- | --- |
| Épée individuelle résultats détaillés | Gaston Alibert | Alexandre Lippmann                                                                                   | Eugène Olivier |
| Épée par équipes résultats détaillés  | France Gaston Alibert Herman Georges Berger Charles Collignon Bernard Gravier Alexandre Lippmann Eugène Olivier Jean Stern | Grande-Bretagne Edgar Amphlett Leaf Daniell Cecil Haig Martin Holt Robert Montgomerie Edgar Seligman | Belgique Paul Anspach Désiré Beaurain Fernand Bosmans Fernand de Montigny Ferdinand Feyerick François Rom Victor Willems |
| Sabre individuel résultats détaillés  | Jenő Fuchs | Béla Zulavszky                                                                                       | Vilém Goppold von Lobsdorf                                                                                               |
| Sabre par équipes résultats détaillés | Hongrie Jenő Fuchs Oszkár Gerde Péter Tóth Lajos Werkner Dezső Földes                                                      | Italie Marcello Bertinetti Riccardo Nowak Abelardo Olivier Alessandro Pirzio Biroli Sante Ceccherini | Bohême Vlastimil Lada-Sázavský Vilém Goppold von Lobsdorf Bedřich Schejbal Jaroslav Tuček Otakar Lada                    |